# Opopaea
Opopaea là một chi nhện trong họ Oonopidae.